# サンドラ・ハーディング
サンドラ・ハーディング（英: Sandra Harding、1935年3月29日 - 2025年3月6日）は、アメリカ合衆国の哲学者。専門は、科学哲学、フェミニズム思想、ポストコロニアリズム。
ニューヨーク大学で博士号取得。デラウェア大学を経て、カリフォルニア大学ロサンゼルス校教授を務め、現在は栄誉教授。

## 来歴
ラトガース大学ダグラス・カレッジを1956年に卒業後、法律関係の研究員、編集者、小学校の算数教員として12年間働いたあと、ニューヨーク大学の大学院に入り、1973年に同大学院で哲学の博士号を取得した。
ニューヨーク州立大学オールバニ校で実験的批判的社会科学の教員となるが、1976年に学部が予算削減対象となる。その後、デラウェア大学哲学部の教員となり、女性学プログラムと併任。1979年に准教授に昇格、1986年に正式な教授となった。1981年から1996年にデラウェア大学を去るまで、社会学の教授を併任。また1985年から1991年、および1992年から1993年まで同大学で女性学プログラムの代表を務める。
1994年から1996年まで、カリフォルニア大学ロサンゼルス校（UCLA）で哲学および女性学の非常勤講師。1996年にUCLAの女性学研究センターの代表（ディレクター）に任命され、2000年まで務めた。それと並行して、1996年にUCLAの教育学研究科およびジェンダー学部の教授に就任。2012年に教育学およびジェンダー学の卓越教授（Distinguished Professor）の称号を受けた。2000年から2005年には女性学のパイオニア誌である『サインズ：文化と社会における女性の研究誌』の共同編集者を務めている。
ハーディングは他にも客員教授としてアムステルダム大学（1987年）、コスタリカ大学（1990年）、チューリッヒ工科大学（1987年）、アジア工科大学院（1994年）で教鞭をとった。2011年にはミシガン州立大学の名誉客員教授に任命された。
国際連合の機関でも顧問を務め、ユネスコや全米保険機構、開発のための科学技術委員会、国際連合婦人開発基金などで助言をおこなった。1996年にはユネスコの世界科学報告書で「科学技術のジェンダー的側面」という56ページにわたる章の共同編集を務めている。科学技術におけるジェンダーの問題が、これほど注目度の高い国際的な場で論じられるのはこれが初であった。また2010年にはユネスコの世界社会科学報告書で「スタンドポイント方法論と認識論：人々のための科学的探求の論理」という章を執筆した。
ハーディングはこれまで哲学、女性学、科学論、社会調査方法論、アフリカ哲学などの分野で多数の学術雑誌の編集委員を務めてきた。また北米および中央アメリカ、ヨーロッパ、アフリカ、アジアの300以上の大学で講演をおこなった。ハーディングの著書および共著書や論文は数十カ国語に翻訳され、数百のアンソロジーに収録されている。
2025年3月6日に死去。89歳没。

## 著書

### 単著
- The Science Question in Feminism, (Cornell University Press, 1986).
- Whose Science? Whose Knowledge?: Thinking from Women's Lives, (Cornell University Press, 1991).
- Is Science Multicultural?: Postcolonialisms, Feminisms, and Epistemologies, (Indiana University Press, 1998).
- Science and Social Inequality: Feminist and Postcolonial Issues, (University of Illinois Press, 2006).

森永康子訳『科学と社会的不平等――フェミニズム、ポストコロニアリズムからの科学批判』（北大路書房, 2009年）
- Sciences from Below: Feminisms, Postcolonialities, and Modernities, (Duke University Press, 2008).
- Objectivity and Diversity: Another Logic of Scientific Research, (University of Chicago Press, 2015).

### 編著
- Can Theories be Refuted?: Essays on the Duhem-Quine Thesis, (D. Reidel, 1976).
- Feminism and Methodology: Social Science Issues, (Indiana University Press, 1987).
- The "Racial" Economy of Science: Toward a Democratic Future, (Indiana University Press, 1993).
- The Feminist Standpoint Theory Reader: Intellectual and Political Controversies, (Routledge, 2004).

### 共編著
- Discovering Reality: Feminist Perspectives on Epistemology, Metaphysics, Methodology, and Philosophy of Science, co-edited with Merrill B. Hintikka, (D. Reidel, 1983, 2nd ed., 2003).
- Sex and Scientific Inquiry, co-edited with Jean F. O'Barr, (University of Chicago Press, 1987).
- Decentering the Center: Philosophy for a Multicultural, Postcolonial, and Feminist World, co-edited with Uma Narayan, (Indiana University Press, 2000).
- Science and Other Cultures: Issues in Philosophies of Science and Technology, co-edited with Robert Figueroa, (Routledge, 2003).